# Бризи-Пойнт (Миннесота)
Бризи-Пойнт (англ. Breezy Point) — город в округе Кроу-Уинг, штат Миннесота, США. На площади 42,7 км² (34 км² — суша, 8,7 км² — вода), согласно переписи 2002 года, проживают 979 человек. Плотность населения составляет 28,8 чел./км².
- Телефонный код города — 218
- Почтовый индекс — 56472
- FIPS-код города — 27-07516[1]
- GNIS-идентификатор — 0649244[2]